# Hoofdstraat 1 (Noordbroek)
Het winkelpand aan de Hoofdstraat 1 in de Groningse plaats Noordbroek werd, volgens de jaartalankers, in 1716 gebouwd en is erkend als rijksmonument.

## Beschrijving
Het pand aan de Hoofdstraat 1 staat op de hoek van de Hoofdstraat in Noordbroek, de weg tussen Zuidbroek en Siddeburen. Aan de overzijde staat het Wapen van Noordbroek, het vroegere logement "Quatre Bras". Het pand staat aan de vroegere kruising van doorgaande water- en hoofdwegen, aan de voormalige haven van Noordbroek die verbonden was met het in 1653 gegraven Noordbroeksterdiep en waarover het transport per boot plaatsvond. Dit kanaal werd in 1968 gedempt. Rond 1800 was het pand in het bezit van de houthandelaar Olfert Fiepkes Coolman. Rond 1900 werd er een dorpswinkel in het pand gevestigd. De beeldend kunstenaar Mark Witteveen heeft het pand in gebruik als atelier en galerie.
Het pand heeft een lang zadeldak met drie schoorstenen op de nok. Aan oostzijde aan de Hoofdstraat heeft het dak een voorschild. De voorgevel is voorzien van een versierde kroonlijst met drie ornamenten. In de voorgevel en de zuidgevel bevinden zich acht zesruitsvensters. Aan de rechterzijde is in de voorgevel in het begin van de 20e eeuw een nieuwe winkelpui gemaakt. De voorgevel telt drie tweeruitsvensters boven de jaartalankers. Het pand is in 1995 en 1996 volledig gerestaureerd.